# Rubén Pereira
Rubén Fabián Pereira Márquez (né le 28 janvier 1968 à Montevideo en Uruguay) est un joueur de football international uruguayen, qui évoluait au poste de milieu de terrain.

## Biographie

### Carrière en club
Il remporte quatre championnats d'Uruguay, mais également un championnat d'Argentine avec le club de Boca.
Avec l'équipe italienne de l'US Cremonese, il dispute 13 matchs en Serie A.

### Carrière en sélection
Avec l'équipe d'Uruguay, il joue 27 matchs (pour un but inscrit) entre 1988 et 1996. 
Il figure dans le groupe des sélectionnés lors de la Coupe du monde de 1990 organisée en Italie. Lors du mondial, il joue deux matchs : contre l'Espagne puis contre le pays organisateur.
Il participe également à la Copa América de 1989, où la sélection uruguayenne atteint la finale, en étant battue par le Brésil.

## Palmarès

### Palmarès en club
| Danubio - Championnat d'Uruguay (1) : - Champion : 1988. |  | Boca Juniors - Championnat d'Argentine (1) : - Champion : 1992 (Ouverture). - Copa de Oro (1) : - Vainqueur : 1993. |  | Club Nacional - Championnat d'Uruguay (3) : - Champion : 1995, 1996 et 1997. |

### Palmarès en sélection
Uruguay
- Copa América :
  - Finaliste : 1989.